# Deer Lodge
Deer Lodge és una població dels Estats Units a l'estat de Montana. Segons el cens del 2000 tenia 3.421 habitants.

## Demografia
Segons el cens del 2000, Deer Lodge tenia 3.421 habitants, 1.442 habitatges, i 911 famílies. La densitat de població era de 917,3 habitants per km².
Dels 1.442 habitatges en un 29,3% hi vivien nens de menys de 18 anys, en un 49,7% hi vivien parelles casades, en un 9,2% dones solteres, i en un 36,8% no eren unitats familiars. En el 32,1% dels habitatges hi vivien persones soles el 15,7% de les quals corresponia a persones de 65 anys o més que vivien soles. El nombre mitjà de persones vivint en cada habitatge era de 2,32 i el nombre mitjà de persones que vivien en cada família era de 2,93.
Per edats la població es repartia de la següent manera: un 25,3% tenia menys de 18 anys, un 6,7% entre 18 i 24, un 25,1% entre 25 i 44, un 23,6% de 45 a 60 i un 19,3% 65 anys o més.
L'edat mediana era de 41 anys. Per cada 100 dones de 18 o més anys hi havia 88,2 homes.
La renda mediana per habitatge era de 29.859 $ i la renda mediana per família de 36.108 $. Els homes tenien una renda mediana de 27.903 $ mentre que les dones 20.227 $. La renda per capita de la població era de 14.883 $. Aproximadament el 8,7% de les famílies i el 10,9% de la població estaven per davall del llindar de pobresa.

## Poblacions més properes
El següent diagrama mostra les poblacions més properes.